# Hotel Bristol

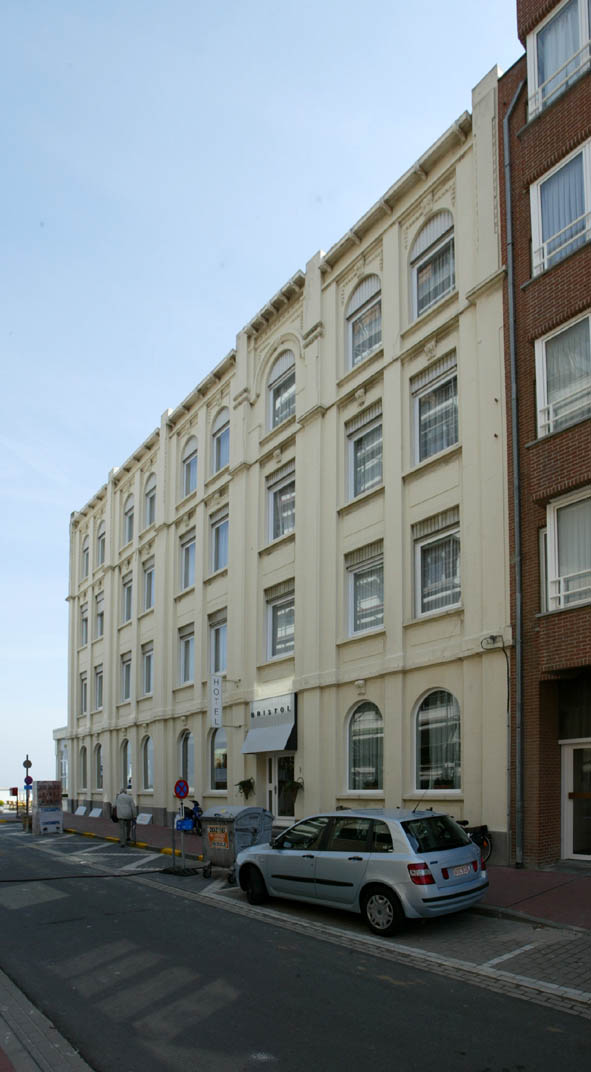
Hotel Bristol in 2003

Hotel Bristol is een voormalig hotel op de zeedijk van Heist, een deelgemeente van Knokke-Heist.
Het gebouw werd opgericht in 1927. De architect is onbekend, aangezien de plannen verloren zijn gegaan. Het werd in het voorjaar van 2006 gesloopt. Het was het laatste gebouw op de zeedijk dat nog herinnerde aan het toerisme van weleer in Heist.
Tijdens de Tweede Wereldoorlog werd de zeedijk van Heist gebruikt als een soort verdedigingswal. Gedurende deze periode werden de ramen van het hotel dichtgemetseld.
In 1947 wordt de begane grond en de eerste verdieping van het hotel gerenoveerd naar plannen van architect Smis uit Oostende. Hotel Bristol had een art-decogevel met 3 verdiepingen en een gecementeerde pilastergevel. Begin jaren 1990 werd de buitengevel van het hotel gerenoveerd en in de oorspronkelijke staat teruggebracht.
In 2006 werd dit gebouw ondanks protest gesloopt voor de bouw van appartementen en studio's.